# Karlö
Karlö är även en ö i Esbo och ö i Pyttis
Karlö (finska: Hailuoto) är en ö i Bottenviken utanför Uleåborg. Karlö är en egen kommun i landskapet Norra Österbotten i Finland. Kommunen har 950 invånare och har en yta på 1 082,7 km² (inklusive vattenområden). Kommunens landyta, huvudsakligen bestående av ön Karlö, är på 200,56 kvadratkilometer, vilket gör ön till Finlands femte största ö.
Karlö är en enspråkigt finsk kommun.
Mellan Karlö och Uleåsalo på fastlandet går det dagligen en färja, under vårvintern ersatt med en isväg.

## Historia
Karlö tillhörde Uleåborgs län från att länet bildades 1776 till utgången av år 2009, då länen avskaffades i Finland.

## Geografi
Vid udden Marjaniemi finns en fyr med lotsstation, fiskeläge och en havsforskningsstation.

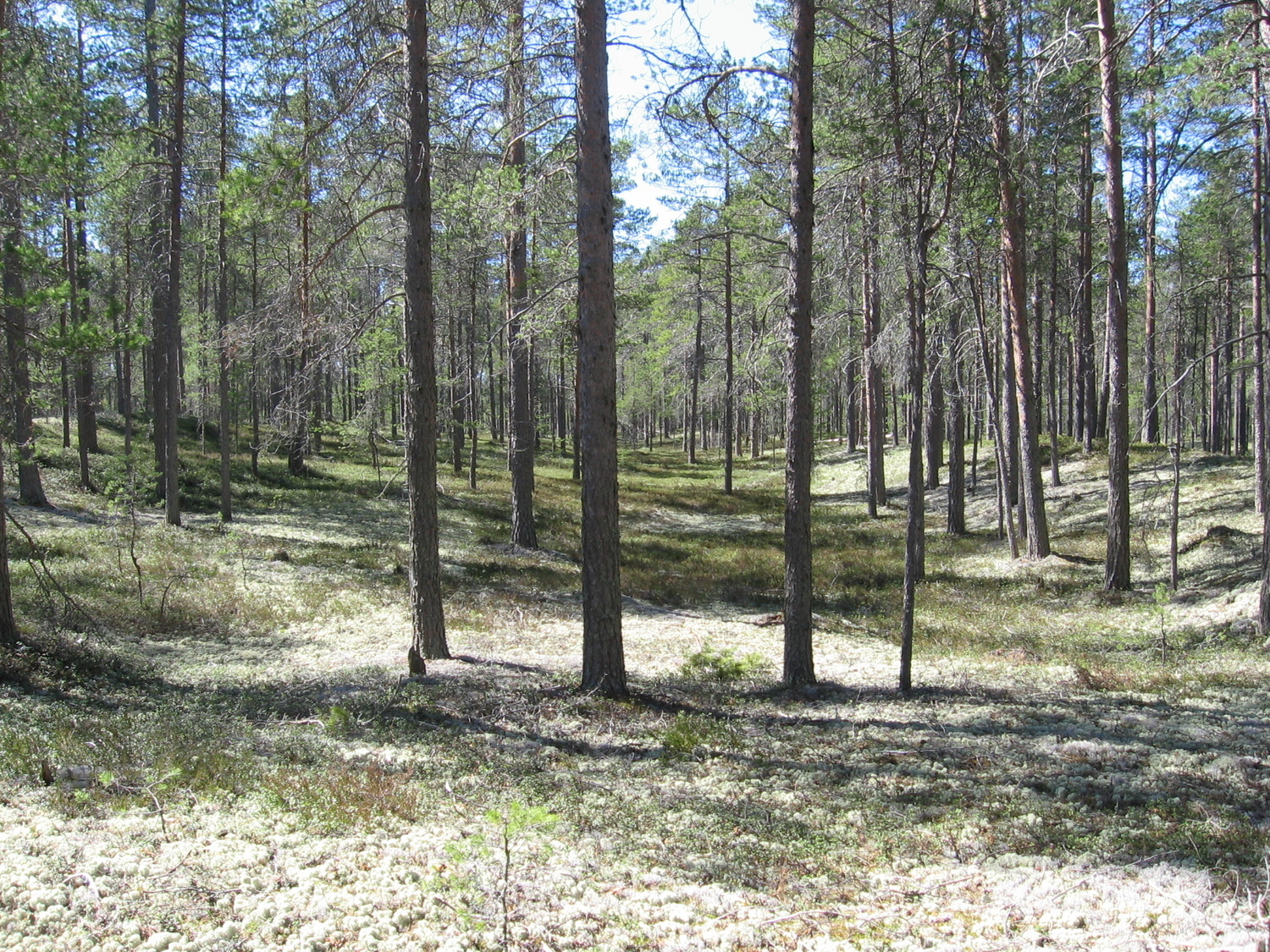
Skog karakteristisk för Karlö.
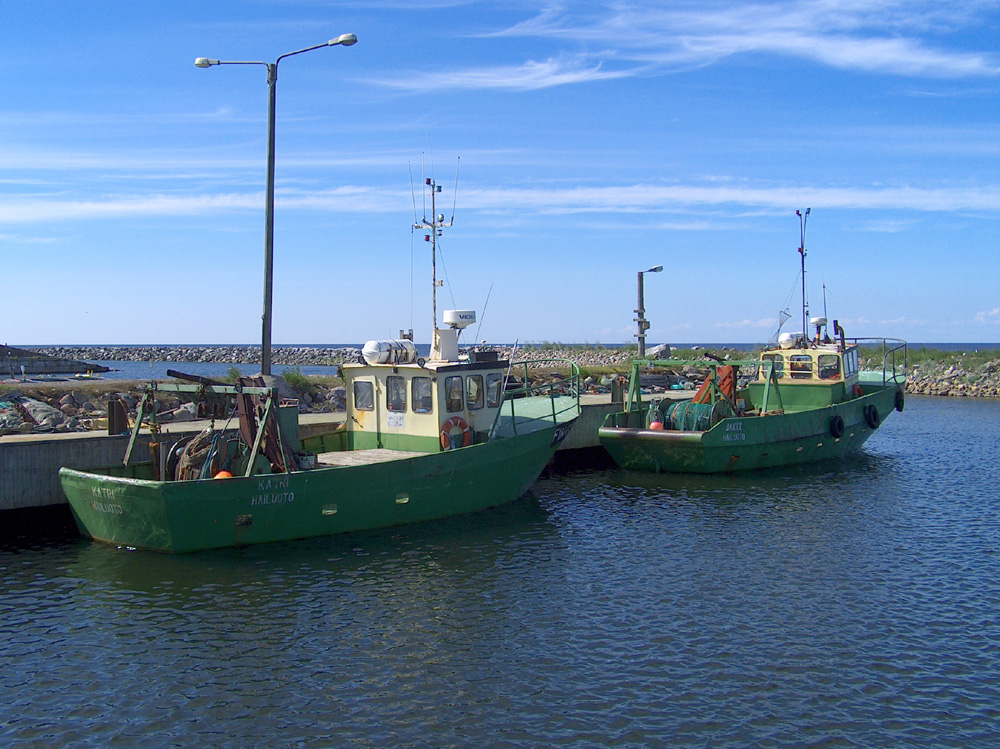
Fiskebåtar i Marjaniemi hamn.
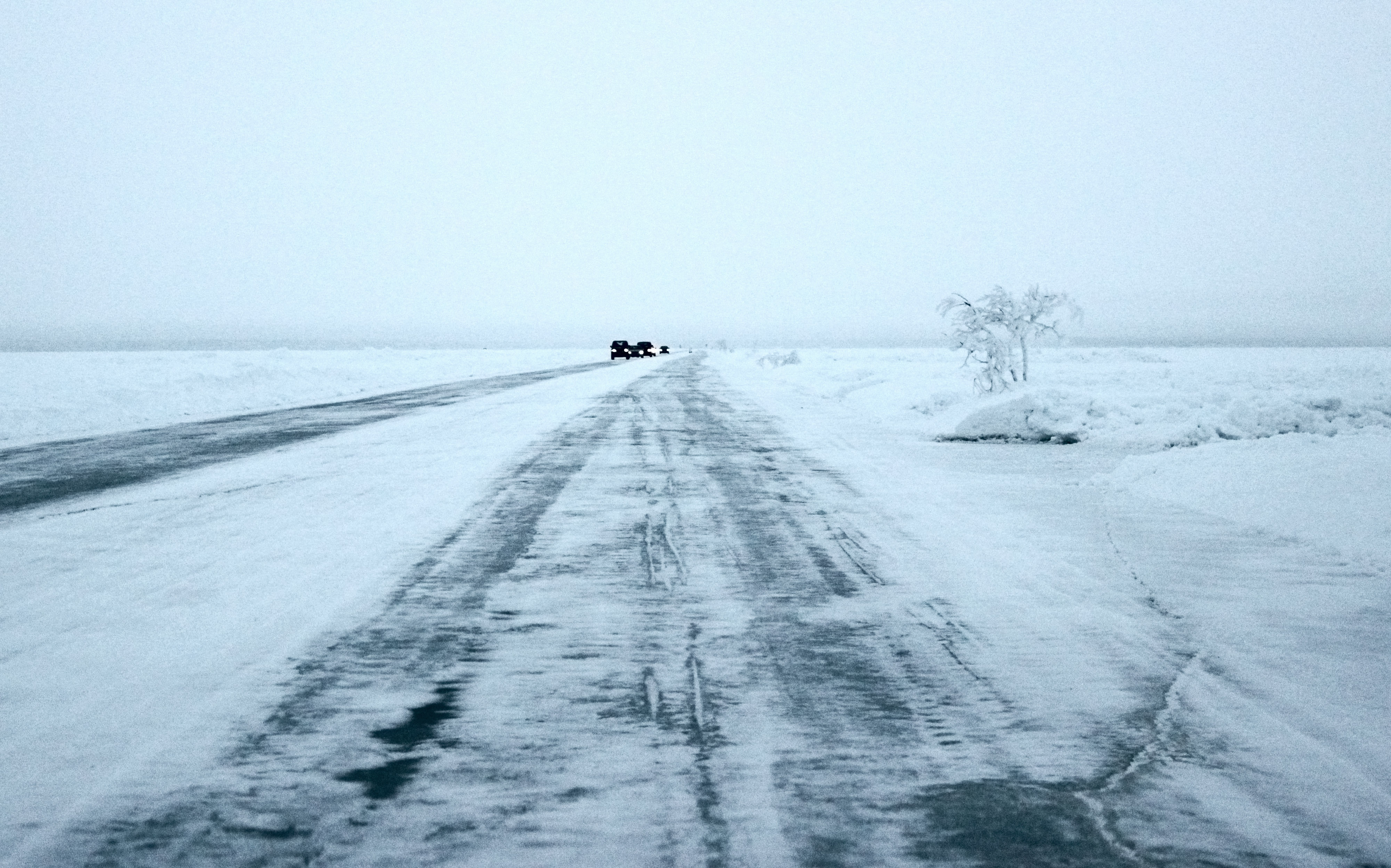
Isvägen som på vårvintern ersätter färjeförbindelsen.
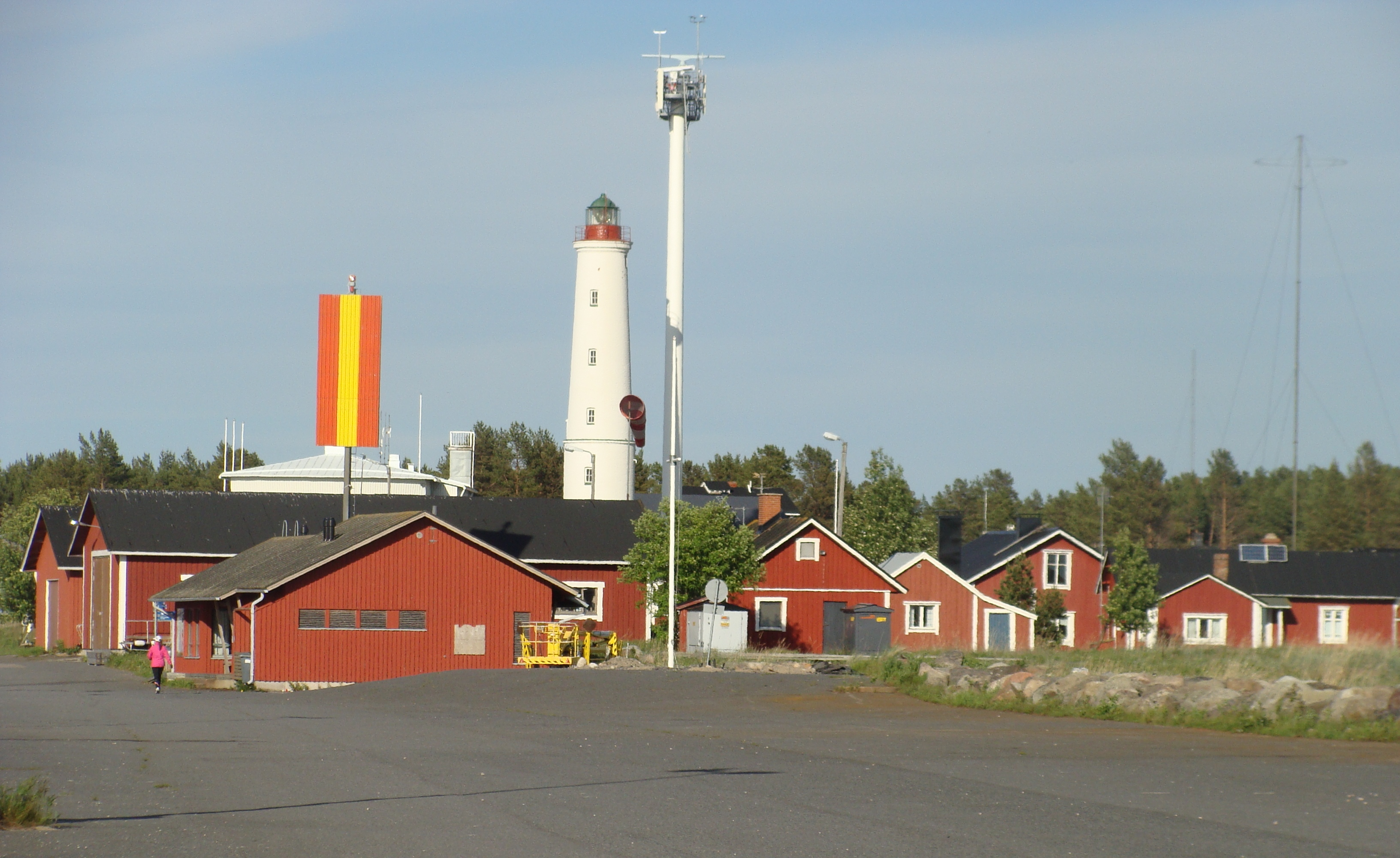
Marjaniemi, med fyr, by och lotsstation. Invid fyren ses en linjetavla.
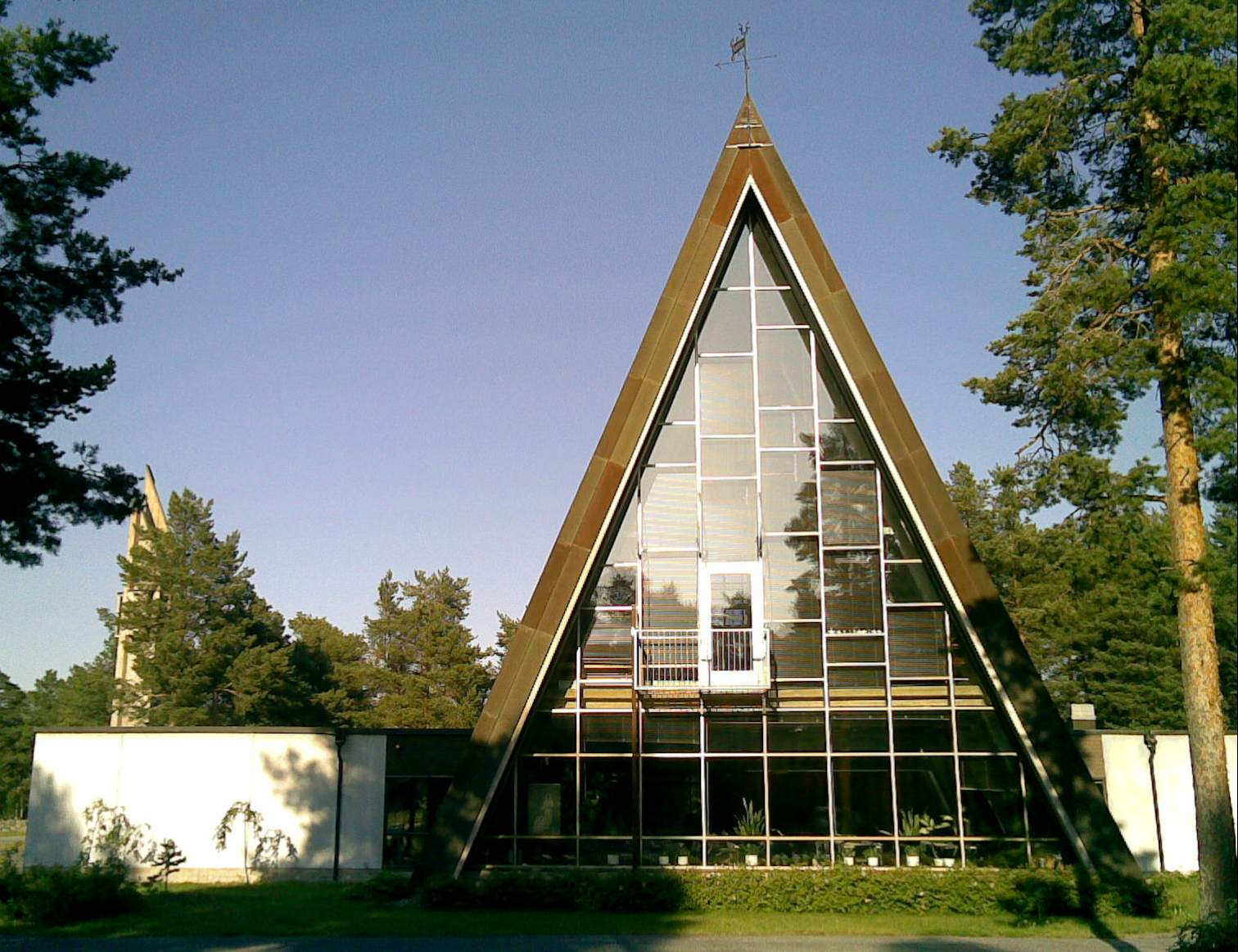
Karlö nya kyrka
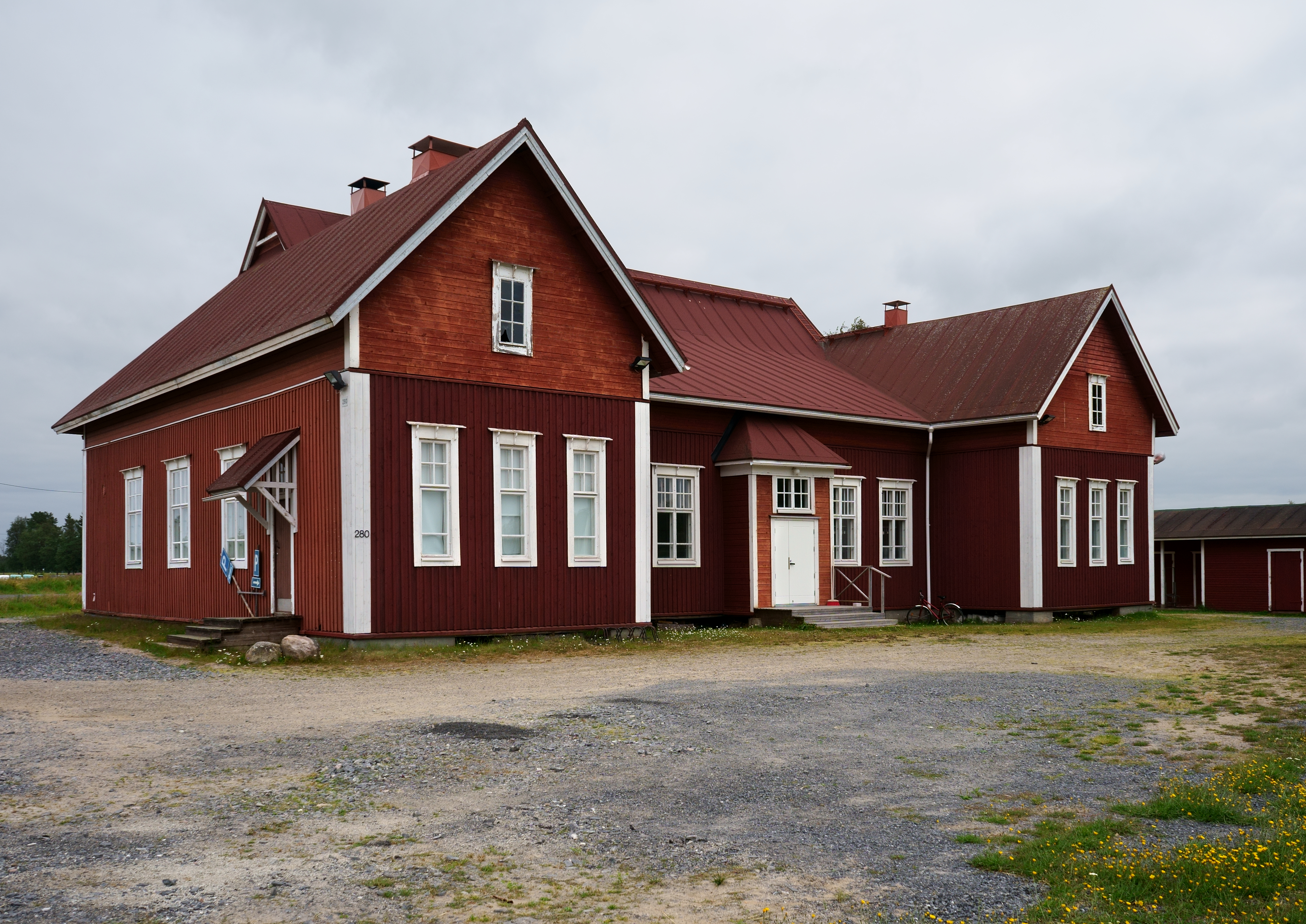
Ungdomsföreningens hus.

### Tätorter
Vid tätortsavgränsningen den 31 december 2021 fanns endast en tätort inom Karlö kommuns område: Karlö kyrkoby med 495 invånare.

## Styre och politik

### Mandatfördelning i Karlö, valen 1964–2021
| 3 | 1 | 11 |

| 3 | 1 | 9 | 2 |

| 3 | 1 | 1 | 8 | 2 |

| 4 | 1 | 10 | 2 |

| 4 | 1 | 9 | 3 |

| 4 | 2 | 2 | 9 |

| 14 | 3 |

| 3 | 2 | 2 | 10 |

| 13 | 4 |

| 4 | 1 | 9 | 3 |

| 3 | 3 | 8 | 3 |

| 2 | 3 | 9 | 3 |

| 3 | 4 | 7 | 3 |

| 7 | 10 |

| 4 | 2 | 8 | 3 |

| 11 | 6 |

| 1 | 3 | 1 | 3 | 6 | 3 |

| 8 | 9 |

| 2 | 3 | 1 | 10 | 1 |

| 10 | 7 |

| 2 | 1 | 3 | 8 | 3 |

| 10 | 7 |

### Vänorter
Karlö har inga vänorter.

## Befolkning

### Befolkningsutveckling
| Befolkningsutvecklingen i Karlö kommun 1880–2020                                                                       | Befolkningsutvecklingen i Karlö kommun 1880–2020 | Befolkningsutvecklingen i Karlö kommun 1880–2020 | Befolkningsutvecklingen i Karlö kommun 1880–2020 | Befolkningsutvecklingen i Karlö kommun 1880–2020 |
| --- | ------------------------------------------------ | ------------------------------------------------ | ------------------------------------------------ | ------------------------------------------------ |
| |                                                  |                                                  |                                                  |                                                  |
| År |                                                  |                                                  | Folkmängd                                        |                                                  |
| 1880 | 1880                                             |                                                  | 2 035                                            |                                                  |
| 1890 | 1890                                             |                                                  | 2 116                                            |                                                  |
| 1900 | 1900                                             |                                                  | 2 303                                            |                                                  |
| 1910 | 1910                                             |                                                  | 1 923                                            |                                                  |
| 1920 | 1920                                             |                                                  | 1 835                                            |                                                  |
| 1930 | 1930                                             |                                                  | 1 740                                            |                                                  |
| 1940 | 1940                                             |                                                  | 1 638                                            |                                                  |
| 1950 | 1950                                             |                                                  | 1 656                                            |                                                  |
| 1960 | 1960                                             |                                                  | 1 372                                            |                                                  |
| 1970 | 1970                                             |                                                  | 1 071                                            |                                                  |
| 1975 | 1975                                             |                                                  | 916                                              |                                                  |
| 1980 | 1980                                             |                                                  | 897                                              |                                                  |
| 1985 | 1985                                             |                                                  | 907                                              |                                                  |
| 1990 | 1990                                             |                                                  | 934                                              |                                                  |
| 1995 | 1995                                             |                                                  | 955                                              |                                                  |
| 2000 | 2000                                             |                                                  | 966                                              |                                                  |
| 2005 | 2005                                             |                                                  | 964                                              |                                                  |
| 2010 | 2010                                             |                                                  | 1 004                                            |                                                  |
| 2015 | 2015                                             |                                                  | 993                                              |                                                  |
| 2020 | 2020                                             |                                                  | 949                                              |                                                  |
| Anm: Uppgifterna 1975-2020 avser förhållandena den 31 december nämnda år enligt områdesindelningen den 1 januari 2022. |                                                  |                                                  |                                                  |                                                  |

### Språk
Befolkningen efter språk (modersmål) den 31 december 2022. Finska, svenska och samiska räknas som inhemska språk då de har officiell status i landet. Resten av språken räknas som främmande. För språk med färre än 10 talare är siffran dold av Statistikcentralen på grund av sekretesskäl.
| Språk                        | Talare 2022-12-31 | Talare 2022-12-31 |
| Språk                        | Antal             | Andel (%)         |
| ---------------------------- | ----------------- | ----------------- |
| Hela befolkningen            | 960               | 100,0             |
| Finska                       | 942               | 98,1              |
| Inhemska språk totalt        | 942               | 98,1              |
| Svenska                      | 0                 | 0,0               |
| Främmande språk totalt       | 18                | 1,9               |
| Språk med färre än 10 talare | 18                | 1,9               |

|  | Finska (98,1 %) |

|  | Svenska (0,0 %) |

|  | Främmande språk (1,9 %) |

|  | Finska (98,1 %) |

|  | Svenska (0,0 %) |

|  | Främmande språk (1,9 %) |